# Sarah Will
Sarah Will es una deportista estadounidense que compitió en esquí alpino adaptado. Ganó trece medallas en los Juegos Paralímpicos de Invierno entre los años 1992 y 2002.

## Palmarés internacional
| Juegos Paralímpicos | Juegos Paralímpicos        | Juegos Paralímpicos | Juegos Paralímpicos     |
| Año                 | Lugar                      | Medalla             | Prueba                  |
| ------------------- | -------------------------- | ------------------- | ----------------------- |
| 1992                | Albertville (Francia)      | Medalla de oro      | Descenso LW10-11        |
| 1992                | Albertville (Francia)      | Medalla de oro      | Supergigante LW10-11    |
| 1994                | Lillehammer (Noruega)      | Medalla de oro      | Descenso LWX-XII        |
| 1994                | Lillehammer (Noruega)      | Medalla de oro      | Eslalon LWX-XII         |
| 1994                | Lillehammer (Noruega)      | Medalla de oro      | Supergigante LWX-XII    |
| 1998                | Nagano (Japón)             | Medalla de oro      | Eslalon LW10-11         |
| 1998                | Nagano (Japón)             | Medalla de oro      | Eslalon gigante LW10-11 |
| 1998                | Nagano (Japón)             | Medalla de oro      | Supergigante LW10-11    |
| 1998                | Nagano (Japón)             | Medalla de plata    | Descenso LW10-11        |
| 2002                | Salt Lake (Estados Unidos) | Medalla de oro      | Descenso LW10-12        |
| 2002                | Salt Lake (Estados Unidos) | Medalla de oro      | Eslalon LW10-12         |
| 2002                | Salt Lake (Estados Unidos) | Medalla de oro      | Eslalon gigante LW10-11 |
| 2002                | Salt Lake (Estados Unidos) | Medalla de oro      | Supergigante LW10-12    |